# مقاطعة تايباد
مقاطعة تايباد (بالفارسية: شهرستان تايباد) هي احدي مقاطعات الرئيسية في محافظة خراسان رضوي الإيرانية و حسب إحصاءات سنة 2006، بلغ إجمالي السكان في مقاطعة تايباد 145992 نسمة .

## تقسيم إداري إيراني
- قسم باخرز
- قسم مركزي تايباد
- قسم ميان ولايت

## وصلات خارجية
- إدارة مقاطعة تايباد نسخة محفوظة 14 أبريل 2013 على موقع واي باك مشين.
- بلدية تايباد
- إدارة تعليم تايباد نسخة محفوظة 5 أبريل 2013 على موقع واي باك مشين.